# 吳星螢
吳星螢（1977年4月19日—），台灣導演，父母皆是台灣人，於台灣國立台灣藝術大學電影系畢業，第三屆金馬電影學院導演組學員（校長為侯孝賢），目前為「好豐盛電影有限公司」導演。2006年首部短片《女神》獲金穗獎學校團體作品組獎、最佳攝影獎、最佳美術獎，2011年首部紀錄長片《粉墨登場》入圍第四十七屆金馬獎最佳紀錄片，2013年微電影《小丘》入圍《喬治林德賽UNA電影節》（George Lindsey UNA Film Fest）專業劇情片類。2015年擔任八仙塵爆（塵燃）傷者復健故事紀錄長片《夢迴樂園》總導演、2018年完成《夢迴樂園》，全台戲院公益映演十餘場，並於公共電視-紀錄觀點主題之夜播出。2021年《斜坡上的老歌手》入選台灣國際民族誌影展、入圍金鐘獎「非戲劇類節目剪輯獎」（剪接：許雅婷）。鏡電視「另一種注目」紀實系列《海馬爸爸》、《接生每一顆降臨的星星》導演。

## 作品

### 短片
- 2006年，《女神》（Aphrodite）- 劇情
- 2012年，《大人小孩神乩夢》（Gonji）- 紀錄
- 2012年，國際紀錄片雙年展開幕片《大台中紀事單元-一首小詩篇》（Poem）- 紀錄
- 2013年，《小丘》（Love is like a snake）- 劇情
- 2022年-2023年， 《海馬爸爸》《接生每一顆降臨的星星》- 紀錄短片系列

### 長片
- 2009年，《粉墨登場》（Create Something）- 紀錄
- 2018年，《夢迴樂園》（Wanderland）- 紀錄
- 2021年，《斜坡上的老歌手》（Kacalisiyan: Singers from the Mountainsides）- 紀錄

### MV
- 2011年，《以莉．高露- 輕快的生活 / Ilid Kaolo- My Carefree Life》
- 2014年，《歐開合唱團O-Kai A cappella 在戀愛了》
- 2014年，《愛心樹遍人間-特別演出-左左右右》

## 榮耀
- 《女神》榮獲第二十九屆金穗獎學校團體作品組獎、最佳攝影獎、最佳美術獎
- 《女神》獲選第十三屆台灣國際女性影展國際年度佳篇-劇情短片精選
- 《女神》獲選2006年國際學生金獅獎-觀摩片
- 《女神》獲選2006年柯達學生短片暨攝影競賽-評審獎、攝影技術奬、最佳剪輯獎
- 《女神》獲選2006年香港全球華語大學生影視獎-評委會特別獎
- 《粉墨登場》入選第2009年高雄電影節人民力量單元
- 《粉墨登場》入圍第四十七屆金馬獎最佳紀錄片
- 《粉墨登場》入選2014年 CNEX 國際華人紀錄片影展
- 《小丘》入圍2014年美國喬治林德賽UNA電影節
- 《斜坡上的老歌手》入選2021年台灣國際民族誌影展、入圍第56屆金鐘獎「非戲劇類節目剪輯獎」（剪接：許雅婷）

## 外部連結
- 吳星螢導演臉書